# Giao hưởng số 1 (Prokofiev)
Giao hưởng số 1, cung Rê trưởng, Op.25 hay còn gọi là Giao hưởng Cổ điển là bản giao hưởng của nhà soạn nhạc người Nga Sergei Prokofiev. Ông viết bản này vào năm 1917. Trong bản giao hưởng đầu tay, Prokofiev đã thể hiện một sự tái hiện tuyệt vời phong cách của Joseph Haydn hơn 2 thế kỷ trước đó. Sau lần trình diễn tác phẩm này tại Petrograd, Prokofiev đã rời nước Nga vào năm 1918 để sang Mỹ biểu diễn piano giới thiệu các tác phẩm của mình. Bản giao hưởng này gồm 4 chương: 
- Allegro
- Larghetto
- Gavotta: non troppo allegro
- Finale: Molto Vivace

Các nhạc cụ tham gia biểu diễn gồm có.:
- 2 sáo
- 2 oboe
- 2 clarinet
- 2 basson
- 2 kèn horn
- 2 kèn trumpet
- Kẻng đồng
- Bộ dây (violin, viola, cello, contrabass)